# Sherlock Holmes (film fra 1922)
 For alternative betydninger, se Sherlock Holmes (flertydig). (Se også artikler, som begynder med Sherlock Holmes)
Sherlock Holmes er en amerikansk stumfilm fra 1922 instrueret af Albert Parker.

## Medvirkende
- John Barrymore som Sherlock Holmes
- Roland Young som Dr. Watson
- Carol Dempster som Alice Faulkner
- Gustav von Seyffertitz som Professor Moriarty
- Louis Wolheim som Craigin
- Percy Knight som Sid Jones
- William H. Powell som Forman Wells